# Bernardo Baldi
Bernardo Baldi, född 5 juni 1553, död 12 oktober 1617, var en italiensk diktare och lärd.
Baldi skrev en lärodikt, La Nautica, hämtad ur klassiska källor och utsmyckad med en svag handling, Egloghe, en herdedikt med pastoralt ämne men utan vanliga konventionen, biografier över Federigo II och Guidubaldo I av Montefeltro med flera, samt Versi e prose di B. Baldi, utgiven först 1859.